# Anne Wojcicki
Anne E. Wojcicki (Condado de San Mateo, 28 de julho de 1973) é uma bióloga estadunidense.